# Calodesma amica
Calodesma amica là một loài bướm đêm thuộc phân họ Arctiinae, họ Erebidae.